# Independiente del Valle
Independiente del Valle este un club de fotbal profesionist din Ecuador cu sediul în orașul Sangolquí, o surbubie a orașului Quito.

## Lotul actual
La 8 februarie 2024. 
| Nr. |           | Poziție | Jucător           |
| --- | --------- | ------- | ----------------- |
| 1   | Ecuador   | P       | Moisés Ramírez    |
| 3   | Ecuador   | F       | Garis Mina        |
| 4   | Ecuador   | F       | Anthony Landázuri |
| 5   | Argentina | F       | Richard Schunke   |
| 6   | Argentina | F       | Joaquín Pombo     |
| 7   | Ecuador   | M       | Jordy Alcívar     |
| 9   | Argentina | A       | Renzo López       |
| 10  | Ecuador   | M       | Junior Sornoza    |
| 11  | Argentina | A       | Michael Hoyos     |
| 12  | Ecuador   | P       | Joan Lopez        |
| 13  | Chile     | F       | Matías Fernández  |
| 14  | Argentina | F       | Mateo Carabajal   |
| 15  | Ecuador   | F       | Beder Caicedo     |
| 17  | Ecuador   | A       | Alexander Bolaños |
| 18  | Argentina | M       | Cristian Zabala   |

| Nr. |           | Poziție | Jucător          |
| --- | --------- | ------- | ---------------- |
| 19  | Argentina | A       | Lautaro Díaz     |
| 20  | Ecuador   | M       | Bryan García     |
| 21  | Paraguay  | F       | Luis Zárate      |
| 22  | Argentina | P       | Guido Villar     |
| 30  | Ecuador   | M       | Renato Ibarra    |
| 31  | Ecuador   | A       | Romario Ibarra   |
| 50  | Ecuador   | F       | Christian García |
| 51  | Ecuador   | M       | Yaimar Medina    |
| 54  | Ecuador   | M       | Patrik Mercado   |
| 55  | Ecuador   | M       | Kendry Páez      |
| 57  | Ecuador   | M       | José Klinger     |
| 80  | Ecuador   | M       | Joao Ortiz       |

## Referință
1. ↑  „Flashscore - Ecuador - Liga Pro”. flashscore.ro.
2. ↑  „Lista de jugadores 2023”. independientedelvalle.com. 8 august 2015. Accesat în 13 februarie 2023.[nefuncțională – arhivă]